# Baltimoretrupial
Baltimoretrupial (Icterus galbula) är en tätting i familjen trupialer, en vanligt förekommande fågel i östra Nordamerika.

## Utseende
Baltimoretrupialen är en medelstor tätting med en kroppslängd på 17-19 centimeter, ett vingspann på 23-30 centimeter och en vikt på 30-40 gram. I kroppsbyggnad är den typisk för trupialer med kraftig kropp, rätt lång stjärt och långa ben samt en tjock men spetsig näbb. Hane i häckningsdräkt är en färgsprakande och omisskännlig fågel, orange på ovansida, skuldrorna och övergumpen, i övrigt svart. Honan är gulbrun på ovansidan med mörkare vingar och dovt orangegul på bröst och buk. Båda könen har vita vingband.

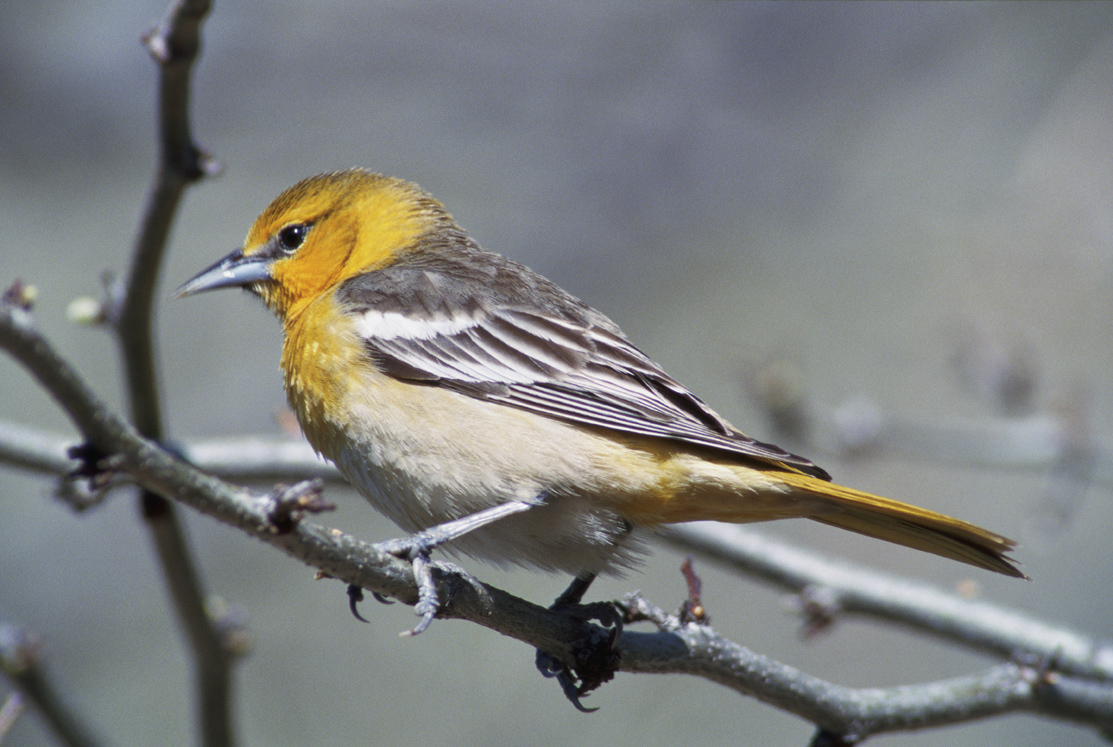
Adult hona.

## Läten
Sången består av klara och fylliga visslingar i en kort serie. Ofta hörs även tvåtoniga visslingar som "hulee". Lätet är ett hård tjattrande ljud. I flykten hörs ett hest trumpetande "veet".

## Utbredning och systematik
Baltimoretrupialen är en flyttfågel som häckar i östra Nordamerika, från södra Kanada till södra USA. Den övervintrar i Centralamerika och norra Sydamerika. Den är en mycket sällsynt gäst i Europa, men har setts framför allt i Storbritannien med ett 20-tal fynd, men även på Irland, i Norge, på Island, i Nederländerna och i Spanien.
Baltimoretrupialen beskrevs som en egen art, men observationer av hybridisering mellan denna och den västligare orangebrynad trupial ledde till att de mellan 1973 och 1995 ansågs vara en art med det svenska trivialnamnet nordlig trupial. Sentida forskning har dock visat att denna hybridisering inte är omfattande, varför de numera återigen betraktas som skilda arter.

### Förekomst i Europa
Baltimoretrupialen är en ovanlig gäst i västra Europa, med flest fynd på de brittiska öarna, men även på Island och enstaka fynd i Spanien och Nederländerna. I december 2022 upptäcktes en individ vid en fågelmatning i Förslöv i Skåne.

## Levnadssätt

### Biotop
Baltimoretrupialen lever sitt liv högt upp i stora lövträd, men påträffas generellt inte i stora skogar. Sommartid och under flyttning ses den i öppet skogslandskap, skogsbryn, beskogade våtmarker och i trädridåer utmed floder. Under senare tid har de även börjat uppträda i fruktträdgårdar, jordbruksområden och till och med stadsparker, så länge det finns höga träd.

### Häckning
Baltimoretrupialen är en huvudsakligen monogam fågel. Under våren etablerar hanen revir och visar upp sig för honan genom att sjunga och hoppa från sittplats till sittplats framför henne eller buga, sänka vingarna och sprida stjärten. Om honan svarar gör hon det genom att luta sig fram och darra med sänkta vingar.
Honan bygger boet, en tätt vävd pung som hängs upp längst ut på en gren i en alm, poppel, lönn, pil eller ett äppelträd, mellan sju och nio meter ovan mark. Honan lägger tre till sju blekgrå till blåvita ägg, vanligtvis fyra, som ruvas i tolv till 14 dagar. Båda könen matar ungarna i ytterligare två veckor tills de blir flygga. Om ungarna dör eller ägg eller boet skadas kan inte fågeln lägga en kull till.

### Föda
Baltimoretrupialen livnär sig av insekter, bär och nektar, och ses ofta besöka kolibrimatare. Favoritbytet är möjligen larven till malen Malacosoma disstria som fågeln slår mot en gren till dess försvarstaggar skalas av innan den äter larven. Baltimoretrupialen födosöker i träd och buskar genom att klättra akrobatiskt, ryttla och hänga i grenar. De kan också göra utfall mot flygande insekter på samma sätt som flugsnappare. Olikt vandringstrasten och många andra fruktätande fåglar verkar baltimoretrupialen enbart äta riktigt mogna frukter och bär. Ibland använder de näbben på ett ovanligt sätt genom att sticka den in en mjuk frukt, gapa och sedan suga in innehållet med tungan. 
Det har blivit populärt att locka till sig baltimoretrupialer till sin tomt med speciella matare, med samma innehåll som i kolibrimatare men orangefärgat istället för rött och med större sittplatser. Baltimoretrupialer tycker också om apelsinhalvor och druvgelé.

## Baltimoretrupialen och människan

### Status och hot
Arten har ett stort utbredningsområde och en stor population, men tros minska i antal, dock inte tillräckligt kraftigt för att den ska betraktas som hotad. Internationella naturvårdsunionen IUCN kategoriserar därför arten som livskraftig (LC). Världspopulationen uppskattas till sex miljoner individer.

### I kulturen
Baltimoretrupialen är inspirationskälla för basebollaget Baltimore Orioles. Den är också delstaten Marylands officiella fågel.

### Namn
Det svenska trivialnamnet är en översättning av engelskans Baltimore Oriole. Den fick sitt namn på grund av att hanens färger påminner om Lord Baltimores vapen.